# Alström-Syndrom
Das Alström-Syndrom, auch Alström-Hallgren-Syndrom genannt, ist eine seltene autosomal rezessive Erbkrankheit. Die Krankheit zeigt komplexe und variable, mit dem Alter zunehmende Symptome vieler Organsysteme des Körpers. Alle Patienten entwickeln in früher Kindheit Lichtscheu und Nystagmus. Die Sehstörung ist fortschreitend und die Kinder erblinden in der Regel im Alter von 12 Jahren. Weitere Störungen betreffen den Stoffwechsel, das Hormonsystem und die lebenswichtigen Organe Nieren, Leber und Herz. Die kognitive Leistung ist nicht oder nur sehr gering eingeschränkt, wodurch sich das Alström-Syndrom vom  Bardet-Biedl-Syndrom unterscheidet, als dessen Unterform es bis Anfang der 1980er Jahre angesehen wurde.
Die Namensbezeichnung bezieht sich auf die schwedischen Erstbeschreiber Carl Henry Alström und Mitarbeiter.

## Ursache
Die Vererbung erfolgt autosomal-rezessiv. Die Krankheit wird ausgelöst durch Mutationen im Gen ‘‘ALMS1‘‘, das sich auf dem Chromosom 2 an Genort p31 befindet. Das Gen codiert für ein großes Protein, das in fast allen Körperzellen im Zentrosom lokalisiert nachgewiesen werden konnte. Daher gehört die Krankheit zur Gruppe der Ziliopathien.

## Häufigkeit und Epidemiologie
Das Alström-Syndrom ist schwer zu diagnostizieren; Einerseits ist es sehr selten und daher den meisten Ärzten unbekannt, andererseits zeigt es komplexe und variable Symptome, die sich erst im Laufe der Zeit entwickeln. Bei vielen Patienten wird die Diagnose daher erst im Jugendlichen- oder Erwachsenenalter gestellt. Das Alström-Syndrom kommt auf der ganzen Welt vor, in allen Ländern und ethnischen Gruppen. War in den Artikeln in den 90er Jahren noch von zunächst 20, dann 60 Patienten weltweit die Sprache, ist die Krankheit (Stand 2008) bei über 500 Menschen in über 45 Ländern diagnostiziert worden. Allerdings gibt es bestimmt sehr viel mehr Patienten, bei denen lediglich die Diagnose noch nicht gestellt wurde.

## Diagnose
Die Diagnosestellung erfolgt durch die Symptomkonstellation und kann durch einen genetischen Test ergänzt werden. Durch den Gentest kann die Krankheit allerdings nur in etwa der Hälfte aller Fälle bestätigt werden (Stand 2008), so dass ein negatives Testergebnis die Krankheit nicht ausschließt.

## Symptome
Lichtscheu und Nystagmus beginnen in der Regel schon zur Geburt oder kurz danach, die Sehstörung ist fortschreitend und die Kinder erblinden im Alter von 12 Jahren. Hörschäden beginnen ebenfalls während der Kindheit. Dilatative Kardiomyopathie und plötzliche Herzinsuffizienz können in der Kindheit, im Jugendalter oder im Erwachsenenalter auftreten. Das Risiko einer Kardiomyopathie im Jugend- oder Erwachsenenalter ist für die Patienten erhöht, die bereits im Kleinkindalter eine dilatative Kardiomyopathie durchgemacht haben. Weitere häufige Probleme sind Übergewicht, Insulinresistenz oder Typ-2-Diabetes, Dunkelfärbung der Haut (so genannte Acanthosis nigricans), erhöhte Fettwerte – vor allem Triglyceride – im Blut, Leberprobleme, Infertilität und Schilddrüsenprobleme. Weitere Symptome sind unter anderem dünne Haare, Minderwuchs, und Skoliose.
Die folgende Tabelle bietet einen Überblick, in Klammern Angaben zur Häufigkeit und das mittlere Alter des Beginns der Symptomatik:
- Nystagmus (100 %, 6 Monate)
- Photophobie (100 %, 6 Monate)
- Visusminderung (100 %, 1 Jahr)
- Erblinden (100 %, 13 Jahre)
- Chronische Mittelohrentzündung (40 %, 2 Jahre)
- Sensoneurale Schwerhörigkeit (88 %, 6 Jahre)
- Passagere dilatative Kardiomyopathie (42 %, 6 Monate)
- Erneutes Auftreten einer Kardiomyopathie (13 %, 15 Jahre)
- Erstmanifestation einer Kardiomyopathie im Jugend- oder Erwachsenenalter (18 %, 25 Jahre)
- Übergewicht (98 %, 4 Jahre)
- Minderwuchs unter der 50. Perzentile (98 %, 13 Jahre)
- Hyperinsulinismus (92 %, 16 Jahre)
- Diabetes Mellitus Typ 2 (68 %, 20 Jahre)
- Hypertriglyceridämie (52 %, 21 Jahre)
- Schilddrüsenunterfunktion (17 %, 20 Jahre)
- Männlicher Hypogonadismus (78 %, 12 Jahre)
- Störungen des weiblichen Geschlechtshormonhaushaltes (52 %, 18 Jahre)
- Gastrointestinale Beschwerden, inklusive gastroösophagealer Reflux (33 %, 15 Jahre)
- Erhöhte Leberenzymwerte (92 %, 10 Jahre)
- Fettleber (23 %, 14 Jahre)
- Pfortaderhypertonie (9 %, 18 Jahre)
- Harnwegsinfekte (19 %, 15 Jahre)
- Blasendysfunktion (48 %, 14 Jahre)
- Nierenkrankheit (49 %, 15 Jahre)
- Bluthochdruck (30 %, 14 Jahre)
- Lungenbeschwerden (52 %, 2 Jahre)
- Asthma (19 %, 5 Jahre)
- Chronische Bronchitis (24 %, 10 Jahre)
- Schlafstörungen (15 %, 9 Jahre)
- Muskelschwäche (29 %, 13 Jahre)
- Absence-Anfälle (12 %, 9 Jahre)
- Verändertes Schlafmuster (13 %, 14 Jahre)
- Entwicklungsverzögerung (46 %, 3 Jahre)
- Verzögerung der Entwicklung der Feinmotorik (21 %, 2 Jahre)
- Verzögerter Spracherwerb (11 %, 4 Jahre)
- Verzögerte kognitive Leistungen (16 %, 6 Jahre)
- Autismusspektrumstörung (8 %, 10 Jahre)

## Therapie
Eine kausale Therapie des Alström-Syndroms gibt es nicht. Viele der Symptome können durch therapeutische Maßnahmen abgemildert oder durch vorbeugende Lebensführung vermieden werden. Daher ist die regelmäßige Betreuung der Patienten in einem Zentrum von herausragender Bedeutung. Zu den regelmäßig durchzuführenden Untersuchungen gehören unter anderem Herzecho-Untersuchung, Blutentnahmen, Blutdruckmessungen und Maßnahmen zur Gewichtsreduktion, bzw. Vermeidung von Übergewicht. Marshall et al. (2007) haben eine Übersicht über individuell sinnvolle Untersuchungen veröffentlicht. Organtransplantationen wurden bei Alströmpatienten bereits durchgeführt (Niere, Herz). Da es sich um eine Multiorganerkrankung handelt, wird die Transplantation eines Organs für Alströmpatienten kontrovers gesehen.